# Серен-дель-Граппа
Серен-дель-Граппа, Серен-дель-Ґраппа (італ. Seren del Grappa, вен. Seren del Grapa) — муніципалітет в Італії, у регіоні Венето, провінція Беллуно.
Серен-дель-Граппа розташований на відстані близько 460 км на північ від Рима, 75 км на північний захід від Венеції, 34 км на південний захід від Беллуно.
Населення — 2491 особа (2014).
Щорічний фестиваль відбувається 14 липня. Покровитель — Madonna del Voto.

## Демографія
Населення за роками:

Станом на 1 січня 2023 року в муніципалітеті офіційно проживало 117 іноземців з 23 країн, серед них 41 громадянин країн Євросоюзу та 6 громадян України.

## Сусідні муніципалітети
- Алано-ді-П'яве
- Арсьє
- Чизмон-дель-Граппа
- Фельтре
- Фонцазо
- Падерно-дель-Граппа
- Куеро-Вас